# Aanslag op de Allerheiligenkerk in Peshawar op 22 september 2013
De aanslag op de Allerheiligenkerk in Peshawar op 22 september 2013 was een aanslag in Pakistan die aan 81 mensen het leven heeft gekost. Kort na elkaar waren twee explosies door de hele stad Peshawar te horen. Volgens getuigen waren er circa 600 mensen in de kerk na een dienst op zondagmorgen. Terwijl de mensen de kerk uitliepen na afloop van de dienst explodeerden twee bommen, één in de kerk en één erbuiten. Onder de slachtoffers zouden ook politieagenten zijn.
De verantwoordelijkheid voor de aanslag werd opgeëist door TTP Jundallah, een tak van de Pakistaanse Taliban. De Pakistaanse premier Nawaz Sharif veroordeelde de daad. Hij zei dat het tegen de islam indruist om aanslagen te plegen. Terroristen hebben geen religie, aldus Sharif. Hij kondigde drie dagen van nationale rouw af. Veel betogers voor meer veiligheid voor de minderheidsgroeperingen in het land gingen na de aanslag de straat op.
De Anglicaanse kerk (All-Saints-Church) van Peshawar is gebouwd in 1883 ten tijde van het Britse bestuur over het land. De kerk is gebouwd in de vorm van een moskee en Bijbelse teksten werden in het Perzische schrift gekalligrafeerd om minder op te vallen in haar omgeving.